# Stephanie Hsu
Stephanie Ann Hsu (chino simplificado: 许玮伦, chino tradicional: 許瑋倫, pinyin: Xǔ Wěilún; Torrance, California, 25 de noviembre de 1990) es una actriz estadounidense de ascendencia china.
Ella interpretó los papeles teatrales de Christine Canigula en Be More Chill y el de Karen en The SpongeBob Musical, actuando en las funciones de Broadway de ambos. En la pantalla, tuvo un papel recurrente en The Marvelous Mrs. Maisel desde 2019 antes de protagonizar la película Everything Everywhere All at Once (2022), por la que recibió elogios de la crítica y una nominación al Oscar.

## Primeros años
Hsu fue hija de madre soltera, nacida en Torrance, California. Su abuela materna se había ido de China continental a Taiwán y envió a la madre de Hsu a los Estados Unidos cuando era adolescente por razones educativas. Hsu asistió a la Escuela Palos Verdes Peninsula High School. Se mudó a Brooklyn para dedicarse al teatro y se graduó de la Escuela de Artes Tisch de Nueva York en 2012. También se formó con la Atlantic Theatre Company.

## Carrera
Hsu comenzó su carrera en el teatro experimental y la comedia. De 2013 a 2015, Hsu hizo apariciones regulares en la serie de comedia de telerrealidad Girl Code de MTV. Consiguió su primer papel televisivo recurrente como Joy Armstrong en la serie de Hulu, The Path.
Hsu fue llamada para la primera lectura de mesa de The SpongeBob Musical en 2012 para leer el papel de Karen, la computadora antropomórfica. Continuaría interpretando al personaje en el escenario de Chicago en 2016 antes de hacer su debut en Broadway en 2017.
Mientras tanto, Hsu originó el personaje principal de Christine Canigula en la primera presentación de Be More Chill en el teatro regional Two River en Red Bank, Nueva Jersey. Repetiría el papel en su carrera fuera de Broadway en el Pershing Square Signature Center en 2018 y en Broadway en el Lyceum Theatre en 2019. Por su actuación, recibió nominaciones a los premios Lucille Lortel y los Drama Desk Awards.
En 2019, Hsu se unió al elenco recurrente de la serie de Amazon Prime The Marvelous Mrs. Maisel para su tercera temporada como Mei Lin. Ella y el resto del elenco ganaron el Premio del Sindicato de Actores al mejor reparto de televisión en comedia. Hsu protagonizó la película independiente de 2020 Asking for It.
Hsu interpretó a Joy Wang, la hija del personaje de Michelle Yeoh, y al antagonista Jobu Tupaki en la película de comedia de ciencia ficción de A24 Everything Everywhere All at Once. La película se estrenó en el 2022 en el festival South by Southwest (SXSW) con gran éxito de la crítica. En abril de 2021, se anunció que Hsu protagonizaría la próxima película de Adele Lim. En abril de 2021, se anunció que Hsu protagonizaría la próxima serie de Peacock, Poker Face, de Rian Johnson y Natasha Lyonne. También aparecerá en la serie American Born Chinese de Disney+, reuniéndose nuevamente con Yeoh.

## Filmografía

### Cine
| Año  | Título                                     | Rol                    | Director(a)           |
| ---- | ------------------------------------------ | ---------------------- | --------------------- |
| 2010 | The Four-Faced Liar                        | Patron                 | Jacob Chase           |
| 2020 | Asking for It                              | Jenny                  | Eamon O'Rourke        |
| 2021 | Shang-Chi y la leyenda de los Diez Anillos | Soo                    | Destin Daniel Cretton |
| 2022 | Everything Everywhere All at Once          | Joy Wang / Jobu Tupaki | Daniels               |
| 2023 | El Rey Mono                                | Esposa del alcalde     |                       |
| 2023 | Leo                                        | Mamá de Skyler         |                       |
| 2024 | The Fall Guy                               | Alma Milan             | David Leitch          |
| 2024 | Robot salvaje                              | Vontra                 | Chris Sanders         |

### Televisión
| Año           | Título                        | Rol                    | Notas                                                   |
| ------------- | ----------------------------- | ---------------------- | ------------------------------------------------------- |
| 2013-2015     | Girl Code                     | Ellla misma            | 56 episodios                                            |
| 2016          | Unbreakable Kimmy Schmidt     | Manifestante           | Episodio: "Kimmy Goes to a Play!"                       |
| 2016-2018     | The Path                      | Joy Armstrong          | Rol recurrente; 19 episodios                            |
| 2019-2023     | The Marvelous Mrs. Maisel     | Mei Lin                | Rol recurrente; temporadas 3-5                          |
| 2020-2021     | Awkwafina Is Nora from Queens | Shu Shu                | 2 episodios                                             |
| 2023          | Poker Face                    | Mortimer Berristein    | 1 episodio                                              |
| 2023          | American Born Chinese         | Shiji Niangniang       | Rol recurrente, posproducción                           |
| 2024          | RuPaul's Drag Race: All Stars | Ella misma             | Jueza invitada, temporada 9, episodio: "The Paint Ball" |
| 2024-presente | Kite Man: Hell Yeah!          | Golden Glider, Spoiler | Voz                                                     |

### Web
| Año  | Título         | Rol     | Notas                                           |
| ---- | -------------- | ------- | ----------------------------------------------- |
| 2012 | Jest Originals | Brandy  | Episodio: "The Best Argument for Birth Control" |
| 2016 | Affordable NYC | Cerise  | Episodio: "The Apartment"                       |
| 2018 | Indoor Boys    | Jessica | Episodio: "Surprise"                            |

## Teatro
| Año       | Título                            | Rol                | Notas                                                                               |
| --------- | --------------------------------- | ------------------ | ----------------------------------------------------------------------------------- |
| 2011      | Carnival Round the Central Figure |                    | IRT Theater, Nueva York                                                             |
| 2013      | BYUIOO                            | Bagheera           | The Gym at Judson, Nueva York                                                       |
| 2014      | Fast Company                      | Blue               | Ensemble Studio Theatre, Nueva York                                                 |
| 2015-2019 | Be More Chill                     | Christine Canigula | Two River Theater, Red Bank Signature Center, Off-Broadway Lyceum Theatre, Broadway |
| 2016-2017 | The SpongeBob Musical             | Karen              | Chicago Broadway                                                                    |

## Awards and nominations
| Year | Award                                             | Category                    | Work                              | Result    | Ref.   |
| ---- | ------------------------------------------------- | --------------------------- | --------------------------------- | --------- | ------ |
| 2022 | Atlanta Film Critics Circle                       | Breakthrough Performer      | Everything Everywhere All at Once | Nominated | [ 21 ] |
| 2022 | Chicago Film Critics Association                  | Best Supporting Actress     | Everything Everywhere All at Once | Nominated | [ 22 ] |
| 2022 | Chicago Film Critics Association                  | Most Promising Performer    | Everything Everywhere All at Once | Nominated | [ 22 ] |
| 2022 | Florida Film Critics Circle                       | Best Supporting Actress     | Everything Everywhere All at Once | Nominated | [ 23 ] |
| 2022 | Florida Film Critics Circle                       | Breakout Award              | Everything Everywhere All at Once | Nominated | [ 23 ] |
| 2022 | Greater Western New York Film Critics Association | Best Supporting Actress     | Everything Everywhere All at Once | Nominated | [ 24 ] |
| 2022 | Greater Western New York Film Critics Association | Breakthrough Performance    | Everything Everywhere All at Once | Won       | [ 24 ] |
| 2022 | Indiana Film Journalists Association              | Best Supporting Performance | Everything Everywhere All at Once | Nominated | [ 25 ] |
| 2022 | North Texas Film Critics Association              | Best Supporting Actress     | Everything Everywhere All at Once | Nominated | [ 26 ] |
| 2022 | Online Association of Female Film Critics         | Best Supporting Actress     | Everything Everywhere All at Once | Won       | [ 27 ] |
| 2022 | Philadelphia Film Critics Circle                  | Best Supporting Actress     | Everything Everywhere All at Once | Runner-up | [ 28 ] |
| 2022 | Philadelphia Film Critics Circle                  | Breakthrough Performance    | Everything Everywhere All at Once | Won       | [ 28 ] |
| 2022 | Southeastern Film Critics Association             | Best Supporting Actress     | Everything Everywhere All at Once | Runner-up | [ 29 ] |
| 2022 | UK Film Critics Association                       | Best Supporting Actress     | Everything Everywhere All at Once | Won       | [ 30 ] |
| 2022 | Utah Film Critics Association                     | Best Supporting Actress     | Everything Everywhere All at Once | Won       | [ 31 ] |
| 2022 | Washington D. C. Area Film Critics Association    | Best Supporting Actress     | Everything Everywhere All at Once | Nominated | [ 32 ] |
| 2023 | AACTA International Awards                        | Best Supporting Actress     | Everything Everywhere All at Once | Nominated | [ 33 ] |
| 2023 | Academy Awards                                    | Best Supporting Actress     | Everything Everywhere All at Once | Nominated | [ 34 ] |
| 2023 | Alliance of Women Film Journalists                | Breakthrough Performance    | Everything Everywhere All at Once | Nominated | [ 35 ] |
| 2023 | Austin Film Critics Association                   | Best Supporting Actress     | Everything Everywhere All at Once | Won       | [ 36 ] |
| 2023 | Austin Film Critics Association                   | Breakthrough Artist Award   | Everything Everywhere All at Once | Nominated | [ 36 ] |
| 2023 | Chicago Indie Critics                             | Best Supporting Actress     | Everything Everywhere All at Once | Nominated | [ 37 ] |
| 2023 | Chicago Indie Critics                             | Breakout Artist             | Everything Everywhere All at Once | Nominated | [ 37 ] |
| 2023 | Critics Association of Central Florida            | Best Supporting Actress     | Everything Everywhere All at Once | Runner-up | [ 38 ] |
| 2023 | Critics' Choice Movie Awards                      | Best Supporting Actress     | Everything Everywhere All at Once | Nominated | [ 39 ] |
| 2023 | Denver Film Critics Society                       | Best Supporting Actress     | Everything Everywhere All at Once | Won       | [ 40 ] |
| 2023 | DiscussingFilm Critic Awards                      | Best Supporting Actress     | Everything Everywhere All at Once | Won       | [ 41 ] |
| 2023 | DiscussingFilm Critic Awards                      | Breakthrough Performance    | Everything Everywhere All at Once | Won       | [ 41 ] |
| 2023 | Dorian Awards                                     | Best Supporting Performance | Everything Everywhere All at Once | Nominated | [ 42 ] |
| 2023 | Dorian Awards                                     | Rising Star Award           | Everything Everywhere All at Once | Won       | [ 42 ] |
| 2023 | Georgia Film Critics Association                  | Best Supporting Actress     | Everything Everywhere All at Once | Won       | [ 43 ] |
| 2023 | Georgia Film Critics Association                  | Breakthrough Award          | Everything Everywhere All at Once | Won       | [ 43 ] |
| 2023 | Gold Derby Film Awards                            | Best Supporting Actress     | Everything Everywhere All at Once | Won       | [ 44 ] |
| 2023 | Gold Derby Film Awards                            | Breakthrough Performer      | Everything Everywhere All at Once | Nominated | [ 44 ] |
| 2023 | Hawaii Film Critics Society                       | Best Supporting Actress     | Everything Everywhere All at Once | Nominated | [ 45 ] |
| 2023 | Hollywood Film Critics Association                | Best Supporting Actress     | Everything Everywhere All at Once | Nominated | [ 46 ] |
| 2023 | Houston Film Critics Society                      | Best Supporting Actress     | Everything Everywhere All at Once | Nominated | [ 47 ] |
| 2023 | Independent Spirit Awards                         | Breakthrough Performance    | Everything Everywhere All at Once | Won       | [ 48 ] |
| 2023 | Iowa Film Critics Association                     | Best Supporting Actress     | Everything Everywhere All at Once | Runner-up | [ 49 ] |
| 2023 | Kansas City Film Critics Circle                   | Best Supporting Actress     | Everything Everywhere All at Once | Runner-up | [ 50 ] |
| 2023 | Latino Entertainment Journalists Association      | Best Supporting Actress     | Everything Everywhere All at Once | Won       | [ 51 ] |
| 2023 | Minnesota Film Critics Alliance                   | Best Supporting Actress     | Everything Everywhere All at Once | Nominated | [ 52 ] |
| 2023 | North Carolina Film Critics Association           | Best Supporting Actress     | Everything Everywhere All at Once | Won       | [ 53 ] |
| 2023 | North Carolina Film Critics Association           | Breakthrough Performance    | Everything Everywhere All at Once | Nominated | [ 53 ] |
| 2023 | Online Film Critics Society                       | Best Supporting Actress     | Everything Everywhere All at Once | Nominated | [ 54 ] |
| 2023 | Online Film and Television Association            | Best Supporting Actress     | Everything Everywhere All at Once | Won       | [ 55 ] |
| 2023 | Online Film and Television Association            | Breakthrough - Female       | Everything Everywhere All at Once | Won       | [ 55 ] |
| 2023 | Portland Critics Association                      | Best Supporting Actress     | Everything Everywhere All at Once | Won       | [ 56 ] |
| 2023 | San Diego Film Critics Society                    | Best Supporting Actress     | Everything Everywhere All at Once | Runner-up | [ 57 ] |
| 2023 | Screen Actors Guild Awards                        | Best Supporting Actress     | Everything Everywhere All at Once | Nominated | [ 58 ] |
| 2023 | Seattle Film Critics Society                      | Best Supporting Actress     | Everything Everywhere All at Once | Nominated | [ 59 ] |
| 2023 | Toronto Film Critics Association                  | Best Supporting Actress     | Everything Everywhere All at Once | Runner-up | [ 60 ] |
| 2023 | Vancouver Film Critics Circle                     | Best Supporting Actress     | Everything Everywhere All at Once | Nominated | [ 61 ] |